# Horacio Anasagasti
Horacio Anasagasti (Buenos Aires, 16 de julio de 1879-San Carlos de Bariloche, 8 de abril de 1932) fue un ingeniero argentino de origen vasco. Fabricó el segundo automóvil de la industria argentina.

## Primeros años
Egresado del colegio nacional, estudió Ingeniería en la Universidad de Buenos Aires donde se recibió en 1902 con sólo 23 años de edad y habiendo tenido como docente al Ingeniero Otto Krause.
Hijo de una acaudalada familia de origen vasco, pronto sintió fascinación por los primeros automóviles llegados a la Argentina.
En el año 1904, junto con otras personalidades destacadas de la época, fundó el Automóvil Club Argentino y asumió la primera vicepresidencia de esa institución. En junio de ese año comenzó a escribir en la revista mensual La Argentina Automóvil artículos técnicos vinculados al sector.
En 1907 se fundó el Touring Club Argentino y formó parte de su primera Comisión Directiva como vicepresidente. Ese mismo año, ganó un concurso y se fue becado a Milán para tomar un curso de entrenamiento de seis meses en la fábrica Isotta Fraschini. Al regresar en 1908, formó una sociedad con Ricardo Travers y José Gálvez para representar esa marca en el país y también a las firmas Gobron-Brillie y Gregoire. Además, inició la distribución de llantas con rayos de madera Stepney, neumáticos Hutchinson, un claxon marca Stentor y un dispositivo para inflar los neumáticos accionados por los gases de escape.
Entre 1909 y 1910 se desempeñó como vicepresidente primero de la Sociedad Científica Argentina.
En 1909 se separó de sus socios y abrió su propio taller, fundando finalmente el 30 de diciembre la empresa Anasagasti y Compañía, donde se atendían motores de automóviles, aviación y agrícolas.
Poco después se interesó por la también incipiente aeronáutica. Fue socio fundador del Aeroclub Buenos Aires. En compañía de Jorge Newbery realizó el 18 de abril de 1909, un vuelo hasta Marcos Paz con un globo bautizado “Patriota” que había adquirido en Europa, recibiendo de parte del Aeroclub Argentino el Brevet N.º 5 que lo acreditaba como Piloto de Globo. Solían acompañarlo en estas aventuras personalidades como Aarón Anchorena, Ezequiel Paz y Alfredo Palacios.

## Automóviles

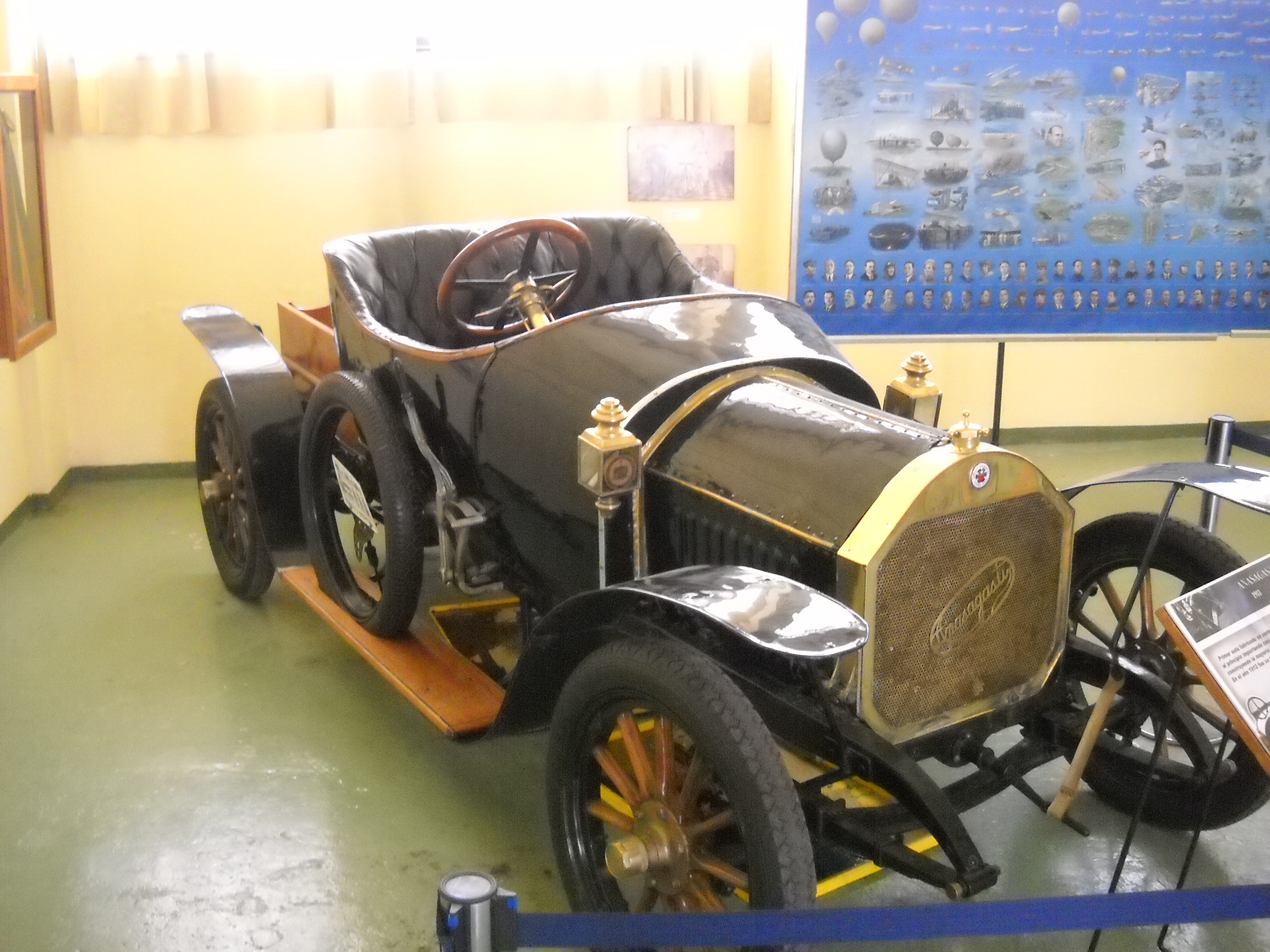
Automóvil Anasagasti de 1914, preservado en el Museo Nacional de Aeronáutica de Argentina.

En septiembre de 1910 viaja a Europa a bordo del Principessa Mafalda para contactar posibles proveedores del automóvil que pensaba construir en Argentina. Finalmente en julio de 1911 logra terminar su primer prototipo con motor francés, carrocería nacional y otros componentes traídos de ese viaje. La presentación oficial se realizó el 17 de septiembre del mismo año en la carrera Rosario-Córdoba-Rosario donde participó con el seudónimo de “Samurai”.
En enero de 1912 se inicia la comercialización a un precio contado de $6500 y se lo ofrece también con un original plan de cuotas mensuales de $200. Las primeras versiones estaban equipadas con el motor francés de 2125 cm³ de unos 15 caballos de potencia (11 kW) del fabricante francés Ballot y  con carrocerías doble phaetón.
En 1912, Anasagasti dictó de manera honoraria la materia “Construcción y manejo de motores” en los inicios de la Escuela Militar de Aviación en El Palomar. A esa institución donó posteriormente uno de sus vehículos.
Entre 1912 y 1913 participa en Europa con su vehículo en la prueba Boulogne Sur Mer-San Sebastián y ganó la travesía París-Madrid (1500 km.).
Produjo aproximadamente cincuenta unidades, utilizando componentes de fabricación propia e importados.
A partir del estallido de la Primera Guerra Mundial, la falta de insumos importados impidieron la producción y Anasagasti se vio obligado a cerrar su empresa en 1915.

## Últimos años
Luego de su experiencia como fabricante, Anasagasti se traslada a San Carlos de Bariloche y se instala en la chacra “Pichi Mahuida” en el Brazo Campanario del lago Nahuel Huapi. Junto a sus amigos Aarón de Anchorena y Carlos Ortiz Basualdo apoyan activamente la creación del Parque Nacional Nahuel Huapi.
Allí fallece el 8 de abril de 1932 víctima de un paro cardíaco. Fue enterrado en el cementerio de la Recoleta de la ciudad de Buenos Aires.
Un pueblo en la provincia de Buenos Aires, un lago en el Parque Nacional Nahuel Huapi, y calles en las ciudades de Buenos Aires y Bariloche llevan el nombre de Anasagasti en honor a este ingeniero.